# Pirofillite
La pirofillite (simbolo IMA: Prl) è un minerale e, in particolare, un fillosilicato di alluminio comunemente presente con la composizione chimica Al2[(OH)2|Si4O10]..

## Etimologia e storia
La pirofillite fu scoperta per la prima volta nel giacimento d'oro di Berezovskoye, nell'Oblast' di Sverdlovsk (negli Urali in Russia) e descritta nel 1829 da Hans Rudolph Hermann, che chiamò il minerale con le parole greche πυρο ('piro', fuoco) e φύλλον ('phyllon', foglia) a causa del suo caratteristico comportamento davanti al cannello a soffiatura.

## Classificazione
La 9ª edizione della sistematica minerale di Strunz, valida dal 2001 e aggiornata dall'Associazione Mineralogica Internazionale (IMA) fino al 2009, elenca la pirofillite nella classe "9. Silicati (germanati)" e nella sottoclasse "9.E Fillosilicati"; essa è suddivisa in modo più preciso in base alla struttura degli strati, in modo che il minerale possa essere trovato nella suddivisione "9.EC Fillosilicati con fogli di mica, composti di reti di tetraedri e ottaedri"", dove forma il sistema nº 9.EC.10 insieme alla ferripirofillite.
Tale classificazione rimane immutata anche nell'edizione successiva, proseguita dal database "mindat.org" e chiamata Classificazione Strunz-mindat, nella quale la pirofillite è elencata anche insieme ai nuovi minerali fluorluanshiweiite, garmite, gorbunovite, luanshiweiite e manganiceladonite.
Nella Sistematica dei lapis (Lapis-Systematik) di Stefan Weiß la pirofillite si trova nella classe dei "silicati" e nella sottoclasse dei "fillosilicati"; qui è nella sezione dei "silicati stratificati simili alla mica con elementi costitutivi [Si4O10]4- e strutture correlate" dove forma il sistema nº VIII/H.09 insieme a ferripirofillite, kegelite, macaulayite, minnesotaite, talco e willemseite.
Anche la sistematica dei minerali secondo Dana classifica la pirofillite nella classe dei "silicati e germanati" e lì nella sottoclasse dei "minerali fillosilicati". Qui è membro del "gruppo del talco-pirofillite" con il sistema nº 71.02.01 nell'ambito della suddivisione "Fillosilicati: strati di anelli a sei membri con strati 2:1".

## Abito cristallino
La pirofillite cristallizza in modo politipico, cioè forma combinazioni di unità strutturali a strati che sono indicate come pirofillite-1A e pirofillite-2M1.
La pirofillite-1A cristallizza nel sistema triclino nel gruppo spaziale C1 (gruppo spaziale nº 1, posizione 2) o C1 (nº 2, posizione 3) con i parametri del reticolo a = 5,16 Å, b = 8,97 Å, c = 9,35 Å, α = 91,2°, β = 100,5° e γ = 89,6° oltre a 2 unità di formula per cella unitaria.
La pirofillite-2M1 cristallizza nel sistema monoclino nel gruppo spaziale C2/c (gruppo nº 15) con i parametri del reticolo a = 5,14 Å, b = 8,91 Å, c = 18,60 Å e β = 100,0° oltre a 4 unità di formula per cella unitaria.
Nella composizione si possono osservare piccole sostituzioni del silicio da parte dell'alluminio e dell'alluminio da parte di magnesio, ferro ferroso, e ferro ferrico.

## Proprietà
Il minerale è scarsamente solubile in acido solforico e rilascia acqua durante la ricottura. Davanti al cannello a soffiatura, si apre a forma di ventaglio o a vite senza fine, ma senza sciogliersi. Questa caratteristica ha ispirato il nome del minerale.
I cristalli, per lo più traslucidi o opachi, mostrano una lucentezza da grassa a perlacea, mentre gli aggregati massicci sono opachi. La pirofillite ha solo una bassa durezza Mohs di circa 1 a 2, quindi può essere graffiata con un'unghia, simile al talco.
Sotto la luce ultravioletta a onde lunghe assume un colore giallo-burro.

## Modificazioni e varietà
L'agalmatolite è una varietà verde di pirofillite e viene spesso confusa con essa o erroneamente indicata come tale a causa del suo colore simile alla giada.

## Origine e giacitura
La pirofillite si forma idrotermalmente nelle vene e nelle cavità dei vulcani e come depositi in rocce metamorfiche simili a scisti. I minerali associati includono cianite, andalusite, topazio, varie miche e quarzo.
In Italia la pirofillite è stata trovata in diverse località, tra le quali: La Thuile (Val d'Aosta); a Borzonasca, Casarza Ligure e Sestri Levante (Liguria); a Cuasso al Monte, Lanzada e Madesimo in Lombardia; a Robilante, Valdieri e Craveggia (Piemonte); a Fluminimaggiore, Furtei e Villacidro (Sardegna); in Alta Valle Isarco e Ala (in Trentino-Alto Adige); infine a Porto Azzurro, Monti Pisani, Pietrasanta, Seravezza e Carrara (in Toscana).
La pirofillite per esempio è stata rinvenuta a Haibach in Bassa Franconia, a Darmstadt (Assia), Bramsche (Bassa Sassonia), nel Circondario dei Monti Metalliferi e a Wurzbach in Turingia (tutte in Germania); a Dobrova in Slovenia; negli Oblast' di Čeljabinsk, Orenburg, Smolensk e Sverdlovsk in Russia; in Cina è stata rinvenuta in moltissimi luoghi come Anqing, Tongling, Jiuquan e Chengde, solo per citarne alcuni.
La pirofillite è anche stata rinvenuta in diverse località della Romania, della Slovacchia e del Sudafrica, oltre a molti altri siti sparsi per il mondo.

## Utilizzi
L'uso artigianale di questo materiale ha una lunga tradizione. Ad esempio, già nell'XI secolo, a Kiev (Ucraina) furono realizzate croci e medaglioni con immagini di santi in pirofillite.
Oggi il minerale viene utilizzato come materiale refrattario, materiale isolante e come riempitivo nell'industria della carta e della plastica.
In Cina, la pirofillite della provincia di Zhejiang è chiamata huāyàoshí (花药石) e huārǔshí (花乳石) ed è un materiale popolare per intagliare i sigilli tradizionali.

## Forma in cui si presenta in natura
Il colore del minerale varia dal bianco, al grigio, al verdastro fino al giallo con colore a linee bianche. Il suo striscio è sempre di colore bianco.